# Willem Smink
Willem Smink (Harich, 30 mei 1957) is een Nederlands politicus.
Van 1992 tot 2006 was Smink wethouder Ruimtelijke Ordening, Volkshuisvesting, Wijkvernieuwing, Grondzaken en Monumenten voor de Partij van de Arbeid in Groningen. Hij volgde in 1992 Ypke Gietema op nadat deze was afgetreden wegen de problemen met de Groninger Kredietbank.
In 1980 en 1981 was hij voorzitter van de Jonge Socialisten afdeling Groningen, de jongerenorganisatie die verbonden is aan de PvdA.
Smink was tevens locoburgemeester. Hij nam in april 2006 afscheid in de Euroborg, nadat hij (voor de gemeenteraadsverkiezingen van maart 2006) had aangegeven niet beschikbaar te zijn voor nog een periode. Als wethouder was Smink door zijn ambitieuze plannen en zijn uitgesproken optreden een bekend politicus in Groningen.
Hij was van 2008 tot 2017 bestuurs-voorzitter van de NHL Hogeschool. In 2018 werd Smink benoemd tot tijdelijk bestuurder van de Fryske Akademy, waar hij voordien al actief was geweest als "procesbegeleider".
Willem Smink is ongehuwd en heeft twee zonen en een dochter.